# Zielebach
Zielebach is een gemeente en plaats in het Zwitserse kanton Bern, en maakt deel uit van het district Emmental.
Zielebach telt 335 inwoners.